# Liste antiker Ortsnamen und geographischer Bezeichnungen/At
| Lateinischer Name            | Griechischer Name                      | Beschreibung                                                             | Heute                                                                    | Quellen und Verweise        | Lage |
| ---------------------------- | -------------------------------------- | ------------------------------------------------------------------------ | ------------------------------------------------------------------------ | --------------------------- | ---- |
| Atabyris Mons                |                                        |                                                                          |                                                                          | Smith;                      |      |
| Atabyrium                    |                                        |                                                                          |                                                                          | Smith;                      |      |
| Atagis                       |                                        |                                                                          |                                                                          | Smith;                      |      |
| Atalanta                     | Αταλάντη (Atalantē)                    | Insel vor der Küste der opuntischen Lokris                               | Atalanti im nördlichen Golf von Euböa                                    | Smith (1);                  |      |
| Atalanta                     | Αταλάντη (Atalantē)                    | kleine Insel vor der Westküste von Attika, zwischen Salamis und Piräus   |                                                                          | Smith (2);                  |      |
| Atalanta, Allante, Allantium | Αταλάντη (Atalantē)                    | Stadt in der makedonischen Bottiaia, am Fluss Axios, dem heutigen Vardar |                                                                          | RE; Smith (3);              |      |
| Atarantes                    |                                        |                                                                          |                                                                          | Smith;                      |      |
| Atarneus                     | Ἀταρνεύς (Atarneus), Ἄταρνα (Atarna)   | Stadt in der kleinasiastischen Landschaft Aiolis                         | gegenüber der Insel Lesbos nordöstlich von Dikili in der Türkei          | Smith;                      |      |
| Atax                         |                                        |                                                                          |                                                                          | Smith;                      |      |
| Atella                       | Ἀτελλα (Atella)                        | Stadt in Kampanien                                                       | in der Nähe von Orta di Atella und Sant’Arpino                           | PECS; Smith;                |      |
| Ater                         |                                        |                                                                          |                                                                          | Smith;                      |      |
| Aternitum                    |                                        |                                                                          |                                                                          | Smith;                      |      |
| Aternus                      | Ἄτερνος (Aternos)                      | Fluss in Italien                                                         | Pescara, im Oberlauf Aterno genannt                                      | Smith;                      |      |
| Ateste                       |                                        |                                                                          |                                                                          | Smith;                      |      |
| Athacus                      |                                        |                                                                          |                                                                          | Smith;                      |      |
| Athamania                    |                                        |                                                                          |                                                                          | Smith;                      |      |
| Athamantius Campus           |                                        |                                                                          |                                                                          | Smith;                      |      |
| Athanagia                    |                                        |                                                                          |                                                                          | Smith;                      |      |
| Athenae                      | Ἀθῆναι (Athēnai)                       | Stadt in Attika                                                          | Athen                                                                    | PECS; Smith;                |      |
| Athenae                      | Ἀθῆναι (Athēnai)                       | Stadt und Hafen in Pontos                                                | Pazar in der Türkei                                                      | Pleiades; Smith;            |      |
| Athenae Diades               | Ἀθῆναι Διάδες (Athēnai Diades)         | Stadt auf Euböa                                                          | südlich von Gialtra                                                      | diades-geo Smith (2);       |      |
| Athenaeon                    |                                        |                                                                          |                                                                          | Smith;                      |      |
| Athenaeum                    | Ἀθηναῖον (Athēnaion)                   | Festung im Gebiet von Megalopolis im südlichen Arkadien                  |                                                                          | Smith (1);                  |      |
| Athenaeum                    | Ἀθηναῖον (Athēnaion)                   | Festung in Athamania in Epirus, nahe Gomphoi                             |                                                                          | Smith (2);                  |      |
| Athenopolis                  |                                        |                                                                          |                                                                          | Smith;                      |      |
| Athesis                      |                                        | Fluss in Oberitalien                                                     | Etsch                                                                    | Smith;                      |      |
| Athmonium, Athmonia          | Ἄθμονον (Athmonon)                     | attischer Demos                                                          | Marousi bei Athen                                                        | PECS; Pleiades; Smith (28); |      |
| Athos                        | Ἄθως (Athōs), Ἄθων (Athōn)             | Berg auf Akte, dem östlichen Ausläufer der Halbinsel Chalkidiki          |                                                                          | Smith;                      |      |
| Athribis                     | Ἀθριβις (Athribis)                     | Stadt im 10. unterägyptischen Gau Kemwer                                 | Tell el-Atrib nahe Banha                                                 | PECS; Smith;                |      |
| Athribis                     | Ἀθριβις (Athribis)                     | Stadt im 9. oberägyptischen Gau Menu                                     |                                                                          |                             |      |
| Athribis                     | Ἀθριβις (Athribis)                     | Stadt im Madinat al-Fayyum                                               |                                                                          |                             |      |
| Athrys                       |                                        |                                                                          |                                                                          | Smith;                      |      |
| Athymbra                     |                                        | siehe Nysa 2                                                             |                                                                          |                             |      |
| Athyras                      |                                        |                                                                          |                                                                          | Smith;                      |      |
| Atiliana                     |                                        |                                                                          |                                                                          | Smith;                      |      |
| Atina                        | Ἀτίνα (Atina)                          | Stadt der Volsker in Latium                                              | Atina in der Provinz Frosinone                                           | Smith;                      |      |
| Atintania                    |                                        |                                                                          |                                                                          | Smith;                      |      |
| Atlantes                     |                                        |                                                                          |                                                                          | Smith;                      |      |
| Atlanticum Mare              |                                        |                                                                          |                                                                          | Smith;                      |      |
| Atlantis                     | Ἀτλαντὶς (Atlantis)                    | Atlantis, die sagenhafte Insel Platons                                   |                                                                          | Smith;                      |      |
| Atlas                        | Ἄτλας (Atlas)                          | Gebirge in Nordafrika                                                    |                                                                          | Smith;                      |      |
| Atrae                        |                                        |                                                                          |                                                                          | Smith;                      |      |
| Atramitae                    |                                        |                                                                          |                                                                          | Smith;                      |      |
| Atrax                        | Ἄτραξ (Atrax)                          | Stadt in der thessalischen Pelasgiotis                                   | 20 km westlich von Larisa am Pinios                                      | PECS; Smith;                |      |
| Atrebates                    |                                        |                                                                          |                                                                          | Smith;                      |      |
| Atrebatii                    |                                        |                                                                          |                                                                          | Smith;                      |      |
| Atrebatum                    |                                        | siehe Nemetacum                                                          |                                                                          |                             |      |
| Atropatene, Media Atropatene | Ἀτροπαρηνή (Atroparēnē)                | Teil Mediens                                                             | iranische Provinzen Ardabil, Nord-Aserbaidschan und Ost-Aserbaidschan    | Smith;                      |      |
| Atta Vicus                   |                                        |                                                                          |                                                                          | Smith;                      |      |
| Attacotti                    |                                        |                                                                          |                                                                          | Smith;                      |      |
| Attacum                      |                                        |                                                                          |                                                                          | Smith;                      |      |
| Attaleia                     | Ἀττάλεια (Attaleia), Ἀτταλία (Attalia) | Stadt in Pamphylien                                                      | Antalya                                                                  | PECS; Smith (1);            |      |
| Attaleia                     | Ἀττάλεια (Attaleia)                    | Stadt in Lydien                                                          |                                                                          | Smith (2);                  |      |
| Attaleia                     | Ἀττάλεια (Attaleia)                    | Ortschaft in Mysien                                                      |                                                                          |                             |      |
| Attea                        |                                        |                                                                          |                                                                          | Smith;                      |      |
| Attegua                      |                                        |                                                                          |                                                                          | Smith;                      |      |
| Attelebusa                   |                                        |                                                                          |                                                                          | Smith;                      |      |
| Attica                       | Ἀττική (Attikē)                        | Halbinsel Attika in Mittelgriechenland                                   |                                                                          | Smith;                      |      |
| Atticitus                    |                                        |                                                                          |                                                                          | Smith;                      |      |
| Attidium                     |                                        |                                                                          |                                                                          | Smith;                      |      |
| Attubi                       |                                        |                                                                          |                                                                          | Smith;                      |      |
| Attuda                       | Ἄττουδα (Attouda)                      | Stadt in Karien                                                          | Hisarköy, 17 km südwestlich von Sarayköy, Provinz Denizli, in der Türkei | Smith;                      |      |
| Atuatici                     |                                        |                                                                          |                                                                          | Smith;                      |      |
| Atuatuca                     |                                        | siehe Aduatuca                                                           |                                                                          |                             |      |
| Atuatuca Tungrorum           | Ἀτουατουκον (Atouatoukon)              | römische Siedlung in Gallien                                             | Tongern in Belgien                                                       | PECS;                       |      |
| Aturia                       | Ἀτουρία (Atouria)                      | Aturien, eine Landschaft im nördlichen Mesopotamien                      |                                                                          |                             |      |
| Aturia                       |                                        | Fluss in der Hispania Tarraconensis                                      | Oria im Baskenland                                                       | Smith;                      |      |
| Aturus                       |                                        |                                                                          |                                                                          | Smith;                      |      |
| Atusa                        |                                        |                                                                          |                                                                          | Smith;                      |      |